# Som Gospel (álbum de Cassiane)
Som Gospel é uma coletânea musical de canções da cantora Cassiane, lançada pela MK Music em 2008. Contém músicas de todos os álbuns lançados pela artista na MK até o ano de 2007.

## Faixas
1. "Quero Encontrá-Lo"
2. "Vai Abalar, Vai Sacudir"
3. "A Cura"
4. "Minha Bênção"
5. "Sementes da Fé"
6. "Com Muito Louvor"
7. "Imagine"
8. "Vou Seguir"
9. "Para Sempre"
10. "Sem Palavras"
11. "500 Graus"
12. "Não Negue a Jesus"
13. "Tudo Novo"
14. "Com Cristo é Vencer"
15. "Hino da Vitória